# Esquerra Unida del País Valencià
Esquerra Unida del País Valencià, o de forma abreviada EUPV, és la federació d'Izquierda Unida (IU) al País Valencià. El 2014 comptava amb 3.264 militants.

## Ideologia
L'objectiu d'Esquerra Unida del País Valencià és la transformació de les pautes econòmiques, socials, culturals i polítiques que regeixen el vigent sistema capitalista en un sistema socialista democràtic, on siga possible la plena realització de la llibertat, de la igualtat i dels Drets Fonamentals individuals, polítics, socials, nacionals i culturals, així com l'equilibri amb el medi ambient, la consecució real de la igualtat entre dones i homes, i la construcció d'un País Valencià sobirà i solidari. En resum, crear una República Socialista Federal, com afirmen els seus estatuts aprovats el 2011.

## Història

### Fundació i primers anys
La fundació de l'organització política se situa l'any 1986, paral·lelament a la de l'organització matriu espanyola Izquierda Unida integrada pel Partit Comunista del País Valencià (PCPV) unit a altres grups (les branques valencianes del PASOC, IR i altres). No va començar a utilitzar el nom actual (EUPV) fins al 1992 degut a que un partit anterior amb el mateix nom (Esquerra Unida del País Valencià) fundat l'any 1981 no el va cedir fins aleshores. L'històrica EUPV agrupava elements procedents del PSPV, del Moviment Comunista del País Valencià (MCPV), la Lliga Comunista Revolucionària (LCR), el Partit Obrer d'Unificació Marxista (POUM) i Nacionalistes Independents (NI) al municipi de Gandia (la Safor) i va concòrrer a les primeres eleccions municipals del 1979.
Les primeres eleccions en que es presenta la nova formació política és a les eleccions generals espanyoles de 1986, on obté 98.352 vots (4,72%) i cap diputat. L'any següent va signar una aliança amb la nacionalista Unitat del Poble Valencià (UPV) per a les eleccions a Corts Valencianes de 1987 que va obtindre 159.579 vots i va permetre accedir a 4 representants d'EUPV entre els quals el candidat a la presidència de la Generalitat i secretari general de l'organització Albert Taberner, i dos per UPV. Pocs mesos més tard es va trencar el grup parlamentari i els diputats nacionalistes passaren al grup mixt.

### Crisis, divisió interna i escissions
EUPV va mantindre la representació parlamentària a les Corts Valencianes de forma ininterrompuda durant la dècada dels 1990 assolint el seu màxim a les eleccions de 1995 amb 10 diputats i 273.030 vots (11,66%) amb Albert Taberner com a candidat i lider del partit. El 1997 Taberner que també liderava el corrent intern Nova Esquerra abandona Esquerra Unida i passa al Grup Mixt del parlament. Joan Ribó el substitueix al capdavant del partit i del grup a les Corts.
A les següent eleccions de 1999 la formació comença a notar cert desgast i perd la meitat dels seus diputats, amb 137.212 vots (6,15%) i s'inicia un període d'aliances electorals a les successives eleccions que mantenen la representació. A les eleccions valencianes de 2003 i a les espanyoles de 2004 EUPV es presentà en coalició amb Els Verds del País Valencià com a Esquerra Unida - L'Entesa, mantenint resultats. A les Eleccions a les Corts Valencianes de 2007 es presentà sota el nom de Compromís pel País Valencià en coalició amb el Bloc Nacionalista Valencià, Els Verds del País Valencià, Els Verds-Esquerra Ecologista, i Izquierda Republicana.
Les diferències de criteri en la gestió de la coalició electoral amb nacionalistes i ecologistes entre la direcció del partit amb Glòria Marcos al capdavant i el corrent intern Esquerra i País i un sector de la militància liderada pel exsecretari general Joan Ribó acaben en una nova escissió. Les diputades Mònica Oltra i Mireia Mollà s'alien amb els diputats del Bloc i Els Verds-Esquerra Ecologista per fer-se amb la direcció del grup parlamentari de Compromís-PV i forcen a la resta de representants d'EUPV a passar al grup mixt.
Aquesta divisió acabà amb l'escissió d'Esquerra i País que forma el partit Iniciativa del Poble Valencià i junt amb Bloc i Els Verds-EE esdevé en la nova coalició Compromís que també incorpora al sector liderat per Ribó. La coordinadora general Glòria Marcos va dimitir dos anys després i va ser substituïda al capdavant del partit i del grup de diputades i diputats a les Corts per la secretària general del PCPV Marga Sanz.
A les eleccions de 2011, amb Marga Sanz al capdavant, aconsegueix mantenir la representació d'EUPV que es presenta en solitari a les Corts amb 144.000 vots (6,05%) i 5 representants, recuperant així el grup parlamentari propi perdut dos anys abans.

### Desaparició a les Corts
Els comicis electorals de 2015 suposen la pèrdua de representació a les Corts per primera vegada d'EUPV. Ignacio Blanco, que havia guanyat les primàries mesos abans a la secretària general Marga Sanz, encapçalà la coalició electoral Acord Ciutadà conformada aquesta vegada amb Esquerra Republicana del País Valencià, Els Verds del País Valencià i Alternativa Socialista. La proposta no va superar el 5% mínim fixat per la llei electoral que permet accedir a la cambra de representació i EUPV va desaparéixer de l'hemicicle per primera vegada des de 1987. Mesos després, a les eleccions generals espanyoles de desembre, la desfeta es confirmà amb la pèrdua de l'únic representant d'EUPV al Congrés espanyol.
La coordinadora general Marga Sanz anuncia la seua dimissió a inicis de 2016 i es constitueix una comissió política que dirigeix EUPV fins a la celebració del següent Congrés Nacional. L'octubre del mateix any és elegit nou coordinador David Rodríguez que es va enfrontar a la diputada provincial Rosa Pérez Garijo i va aconseguir la victòria amb el 51% dels vots. Dos anys més tard va dimitir esquitxat per un polèmic viatge a Cuba pagat amb fons públics. Pérez Garijo el substitueix des d'abril de 2018.

### Coalició amb Podem
EUPV decideix concòrrer a les eleccions a les Corts Valencianes de 2019 amb Podem sota la marca Unides: Podem - Esquerra Unida. Rosa Pérez Garijo ocupà la segona posició de la llista electoral per la circumscripció de València. Tant el candidat a la presidència de la Generalitat Valenciana Rubén Martínez Dalmau, per la circumscripció d'Alacant, com la cap de llista per València Pilar Lima, sigueren a proposta de Podem. EUPV aconseguí recuperar la representació a les Corts amb dues diputades (d'un total de 8 que va obtindre la coalició. Unides: Podem - Esquerra Unida es va integrar en el govern d'esquerres liderat per Ximo Puig i conformat pel PSPV i Compromís amb el que Rosa Pérez Garijo esdevingué consellera de Participació, Transparència, Cooperació i Qualitat Democràtica de la Generalitat Valenciana. EUPV aconseguia així governar al País Valencià per primera vegada.
Després de les eleccions a les Corts Valencianes de 2023, la coalició Unides Podem cau en l'extraparlamentarisme en traure poc més del 3,50% dels vots totals.

## Coordinadors i Coordinadores Generals

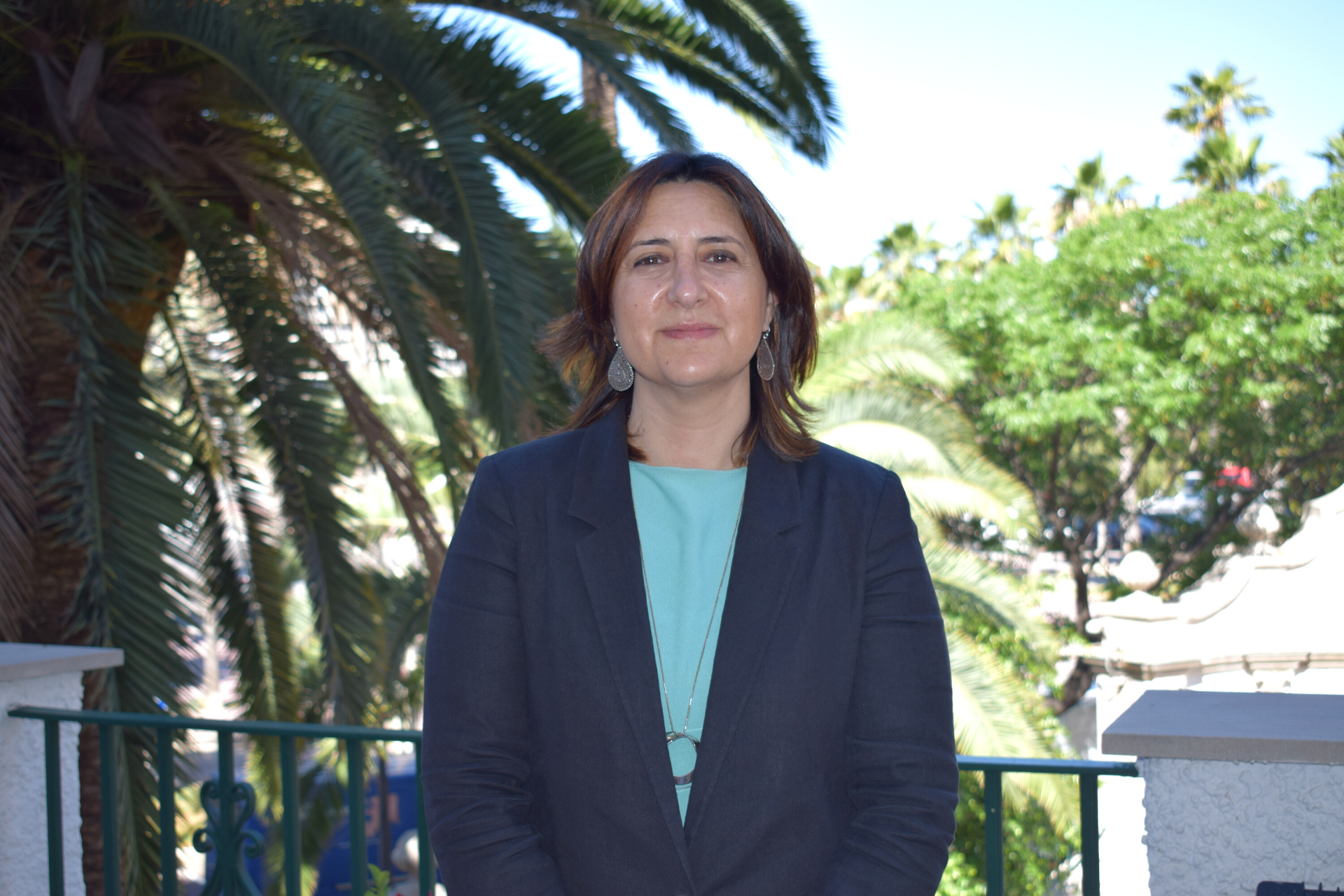
Rosa Pérez Garijo

| Dirigent                  | Inici | Final | Partit |
| ------------------------- | ----- | ----- | ------ |
| Albert Taberner i Ferrer  | 1987  | 1997  | PCPV   |
| Joan Ribó i Canut         | 1997  | 2003  | PCPV   |
| Glòria Marcos i Martí     | 2003  | 2009  | EUPV   |
| Marga Sanz Alonso         | 2009  | 2016  | PCPV   |
| David Rodríguez Fernández | 2016  | 2018  | EUPV   |
| Rosa Pérez Garijo         | 2018  |       | EUPV   |

## Resultats electorals

### Eleccions a les Corts Valencianes
| Eleccions | Vots    | %    | Escons  | +/- | Cap de llista            | Govern            |
| --------- | ------- | ---- | ------- | --- | ------------------------ | ----------------- |
| 1983      | 142.570 | 7,51 | 6 / 89  | Nou | José Galán Peláez        | Oposició          |
| 1987      | 159.579 | 8,03 | 6 / 89  | =   | Albert Taberner i Ferrer | Oposició          |
| 1991      | 151.242 | 7,61 | 6 / 89  | =   | Albert Taberner i Ferrer | Oposició          |
| 1995      | 273.030 | 11,7 | 10 / 89 | 4   | Albert Taberner i Ferrer | Oposició          |
| 1999      | 137.212 | 6,15 | 5 / 89  | 5   | Joan Ribó i Canut        | Oposició          |
| 2003      | 154.494 | 6,45 | 6 / 89  | 1   | Joan Ribó i Canut        | Oposició          |
| 2007      | 194.928 | 8,13 | 7 / 99  | 1   | Glòria Marcos i Martí    | Oposició          |
| 2011      | 144.201 | 5,79 | 5 / 99  | 2   | Marga Sanz Alonso        | Oposició          |
| 2015      | 106.047 | 4,26 | 0 / 99  | 5   | Ignacio Blanco Giner     | Extraparlamentari |
| 2019      | 213.007 | 7,97 | 8 / 99  | 8   | Rubén Martínez Dalmau    | Coalició          |
| 2023      | 85.571  | 3,50 | 0 / 99  | 8   | Héctor Illueca           | Extraparlamentari |

- Notes:

1. ↑  Es presenta com a Partido Comunista de España-PCPV
2. ↑  Es presenta en coalició amb Unitat del Poble Valencià
3. ↑  Es presenta en coalició amb Els Verds del País Valencià, Izquierda Republicana i Esquerra Valenciana sota la marca Esquerra Unida - L'Entesa
4. ↑  Es presenta en coalició amb el Bloc Nacionalista Valencià (BLOC), Els Verds del País Valencià (EVPV), Els Verds Esquerra Ecologista del País Valencià (VEE) i Izquierda Republicana (IR) sota la marca Compromís pel País Valencià
5. ↑  Es presenta en coalició amb Esquerra Republicana del País Valencià (ERPV), Els Verds del País Valencià (EVPV) i Izquierda Republicana (IR) sota la marca Acord Ciutadà
6. ↑  Es presenta en coalició amb Podem sota la marca Unides: Podem - Esquerra Unida
7. ↑  Candidat de Podem. La candidata d'EUPV Rosa Pérez Garijo va ocupar la segona posició a les llistes per la circumscripció de València
8. ↑  Es presenta en coalició amb Podem i Alianza Verde sota la marca Unides Podem
9. ↑  Candidat de Podem. La candidata d'EUPV Rosa Pérez Garijo va ocupar la segona posició a les llistes per la circumscripció de València

| Evolució del nombre d'escons a les Cortes Valencianes |      |      |      |      |      |      |      |      |      |      |      |
| Circumscripció / Any                                  | 1983 | 1987 | 1991 | 1995 | 1999 | 2003 | 2007 | 2011 | 2015 | 2019 | 2023 |
| Alacant                                               | 2    | 2    | 2    | 3    | 2    | 2    | 2    | 2    | 0    | 3    | 0    |
| Castelló                                              | 1    | 1    | 1    | 2    | 1    | 1    | 2    | 1    | 0    | 2    | 0    |
| València                                              | 3    | 3    | 3    | 5    | 2    | 3    | 3    | 2    | 0    | 3    | 0    |
| TOTAL                                                 | 6    | 6    | 6    | 10   | 5    | 5    | 7    | 5    | 0    | 8    | 0    |

### Eleccions municipals

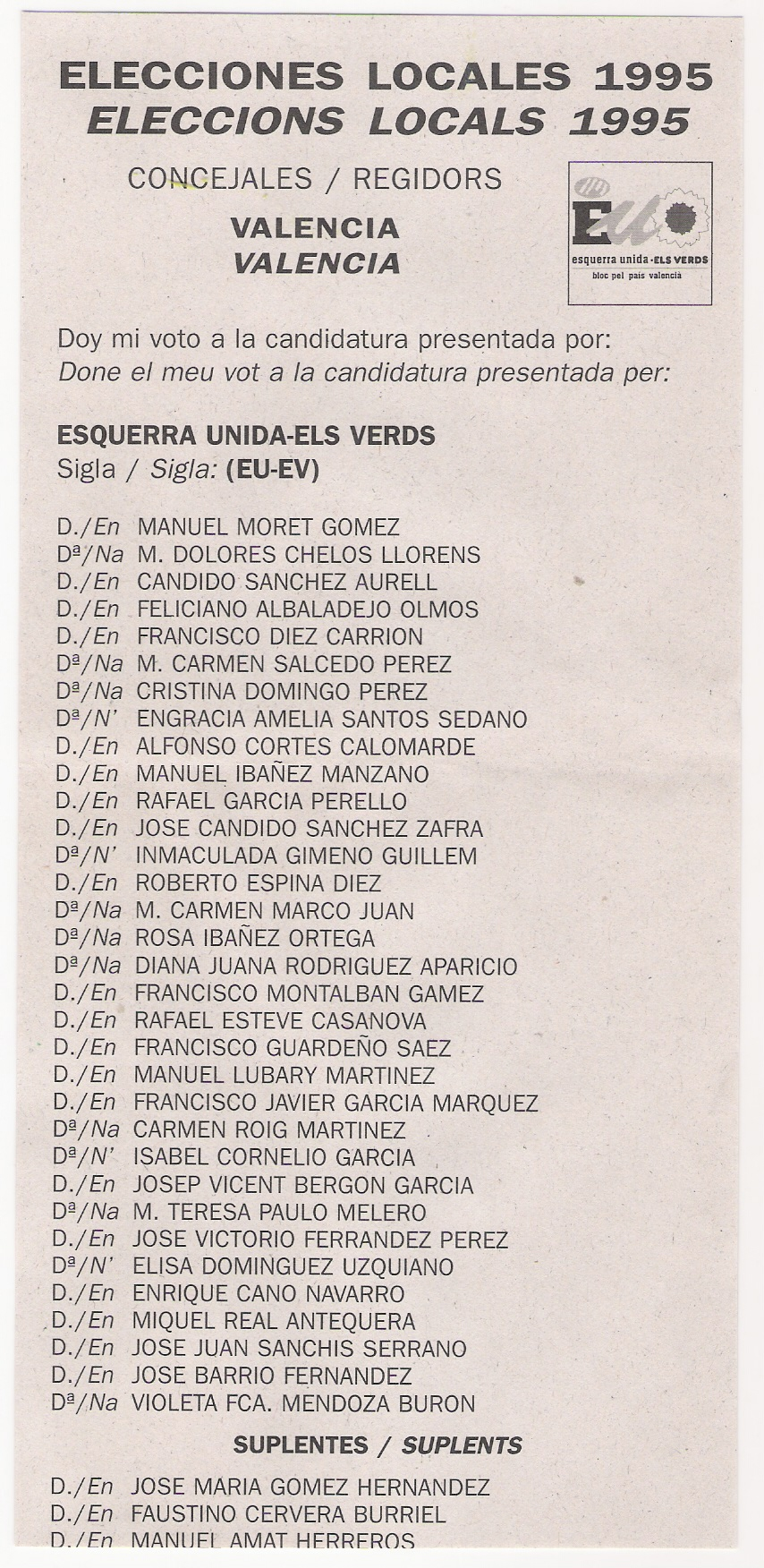
Papeleta electoral municipal de Valencia, 1995.

| Eleccions | Vots    | %     | Escons |
| --------- | ------- | ----- | ------ |
| 1979      | 249.412 | 14,47 | 507    |
| 1983      | 159.296 | 8,34  | 297    |
| 1987      | 181.539 | 9,13  | 341    |
| 1991      | 152.151 | 7,66  | 258    |
| 1995      | 259.692 | 11,11 | 323    |
| 1999      | 139.682 | 6,25  | 185    |
| 2003      | 153.460 | 6,3   | 175    |
| 2007      | 103.383 | 4,25  | 129    |
| 2011      | 140.153 | 5,6   | 162    |
| 2015      | 167.200 | 6,78  | 214    |
| 2019      | 147.804 | 5,37  | 172    |

#### Ciutat de València
| Elecció | Vots   | %     | Escons | +/– | Cap de llista            | Govern   |
| ------- | ------ | ----- | ------ | --- | ------------------------ | -------- |
| 1979    | 54.124 | 15,96 | 6 / 33 | Nou | Juan Pedro Zamora Suárez | Coalició |
| 1983    | 28.863 | 7,5   | 2 / 33 | 4   | Juan Pedro Zamora Suárez | Oposició |
| 1987    | 30.963 | 7,96  | 2 / 33 | =   | Carmen Arjona Raigón     | Oposició |
| 1991    | 29.855 | 8     | 3 / 33 | 1   | Manuel Moret Gómez       | Oposició |
| 1995    | 67.532 | 14,78 | 5 / 33 | 2   | Manuel Moret Gómez       | Oposició |
| 1999    | 25.602 | 6,37  | 2 / 33 | 3   | Antonio Montalbán Gámez  | Oposició |
| 2003    | 31.519 | 7,31  | 2 / 33 | =   | Antonio Montalbán Gámez  | Oposició |
| 2007    | 19.808 | 4,84  | 0 / 33 | 2   | Amadeu Sanchis Labiós    | Oposició |
| 2011    | 28.489 | 7,17  | 2 / 33 | 2   | Amadeu Sanchis Labiós    | Oposició |
| 2015    | 19.639 | 4,76  | 0 / 33 | 2   | Amadeu Sanchis Labiós    | Oposició |
| 2019    | 16.176 | 4,17  | 0 / 33 | =   | María Oliver Sanz        | Oposició |

#### Principals ciutats del País
| Principals ciutats amb representació d'EUPV al 2019 |        |                    |        |          |        |            |        |
| Municipi                                            | Escons | Municipi           | Escons | Municipi | Escons | Municipi   | Escons |
| Alacant                                             | 2      | Oriola             | 3      | Gandia   | 4      | Sagunt     | 2      |
| Alcoi                                               | 2      | Sant Vicent del R. | 2      | Elda     | 1      | Vila-real  | 1      |
| Petrer                                              | 1      | La Vall d'Uixó     | 3      | Xàtiva   | 5      | Crevillent | 2      |
| El Campello                                         | 1      | Catarroja          | 1      | Algemesí | 1      | Alboraia   | 1      |
| Font: ARGOS Generalitat Valenciana                  |        |                    |        |          |        |            |        |

- Notes:

1. ↑  Amb Unides Podem
2. ↑  Amb Unides Podem
3. ↑  Amb Compromís Més Gandia Unida
4. ↑  Amb Guanyar Alcoi-Esquerra Unida
5. ↑  Amb Unides Podem-EU-Confluència d'Esquerres per Vila-real
6. ↑  Amb L'Esquerra de Crevillent-Acord Municipal
7. ↑  Amb Guanyar Catarroja - Esquerra Unida

### Eleccions generals espanyoles
| Eleccions        | Vots    | %     | Escons | +/- | Notes                                                                     |
| ---------------- | ------- | ----- | ------ | --- | ------------------------------------------------------------------------- |
| 1977             | 170.606 | 9,15  | 2 / 29 | Nou | Es presenta com PCE                                                       |
| 1979             | 224.520 | 12,02 | 3 / 29 | 1   | Es presenta com PCE                                                       |
| 1982             | 97.837  | 4,67  | 0 / 29 | 3   | Es presenta com PCE-PCPV                                                  |
| 1986             | 98.352  | 4,72  | 0 / 31 | =   |                                                                           |
| 1989             | 192.201 | 9,12  | 2 / 31 | 2   |                                                                           |
| 1993             | 256.929 | 10,60 | 3 / 31 | 1   |                                                                           |
| 1996             | 286.582 | 11,17 | 3 / 32 | =   |                                                                           |
| 2000             | 141.404 | 5,89  | 1 / 32 | 2   |                                                                           |
| 2004             | 123.611 | 4,72  | 1 / 32 | =   | Junt amb Izquierda Republicana sota la marca L'Entesa                     |
| 2008             | 74.405  | 2,73  | 0 / 33 | 1   | Junt amb Izquierda Republicana sota la marca Esquerra Unida i Republicana |
| 2011             | 169.786 | 6,51  | 1 / 33 | 1   | Junt amb Els Verds sota la marca L'Esquerra Plural                        |
| 2015             | 111.963 | 4,20  | 0 / 32 | 1   | Sota la marca Esquerra Unida del País Valencià, Unitat Popular en comú    |
| 2016             | 659.771 | 25,59 | 9 / 33 | 9   | Junt amb Compromís i Podem sota la marca A la valenciana. 1 escó d'EUPV   |
| Abril de 2019    | 382.798 | 14,34 | 5 / 32 | 4   | Junt amb Podem sota la marca Unides Podem                                 |
| Novembre de 2019 | 339.596 | 13,49 | 4 / 32 | 1   | Junt amb Podem sota la marca Unides Podem                                 |

| Evolució del nombre d'escons al Congrés espanyol |      |      |      |      |      |      |      |      |      |      |      |      |      |      |      |
| Circumscripció / Any                             | 1977 | 1979 | 1982 | 1986 | 1989 | 1993 | 1996 | 2000 | 2004 | 2008 | 2011 | 2015 | 2016 | 2019 | 2019 |
| Alacant                                          | 1    | 1    | 0    | 0    | 1    | 1    | 1    | 0    | 0    | 0    | 0    | 0    | 3    | 2    | 1    |
| Castelló                                         | 0    | 0    | 0    | 0    | 0    | 0    | 0    | 0    | 0    | 0    | 0    | 0    | 1    | 1    | 1    |
| València                                         | 1    | 2    | 0    | 0    | 1    | 2    | 2    | 1    | 1    | 0    | 1    | 0    | 5    | 2    | 2    |
| TOTAL                                            | 2    | 3    | 0    | 0    | 2    | 3    | 3    | 1    | 1    | 0    | 1    | 0    | 9    | 5    | 4    |